# Hanasaari (Helsinki)
Pour les articles homonymes, voir Hanasaari.
Hanasaari (suédois : Hanaholmen) est une section du quartier Sörnäinen d'Helsinki, la capitale finlandaise.

## Description
La section Hanasaari est située entre Merihaka et Kalasatama. Sa superficie est de 0,26 km2.

## Galerie

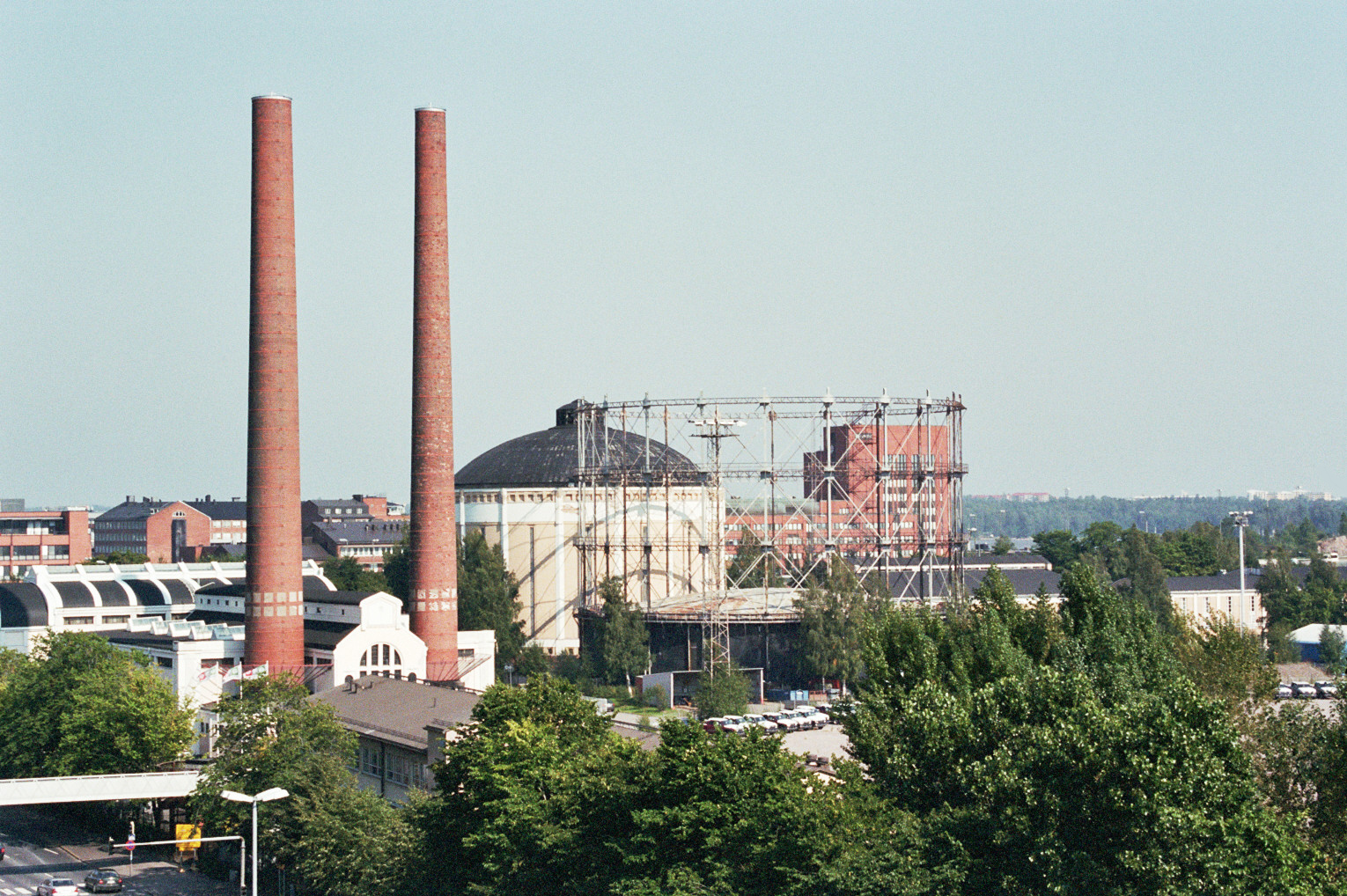
Ancienne centrale électrique de Suvilahti conçue par Selim Arvid Lindqvist.
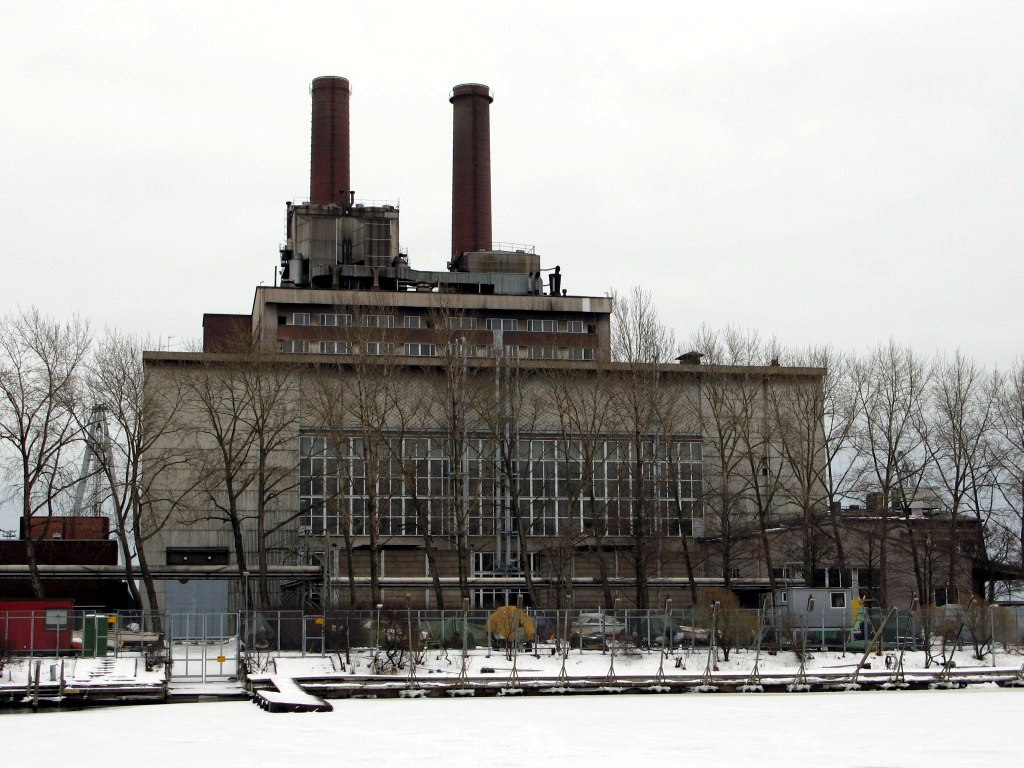
Centrale électrique A de Hanasaari.
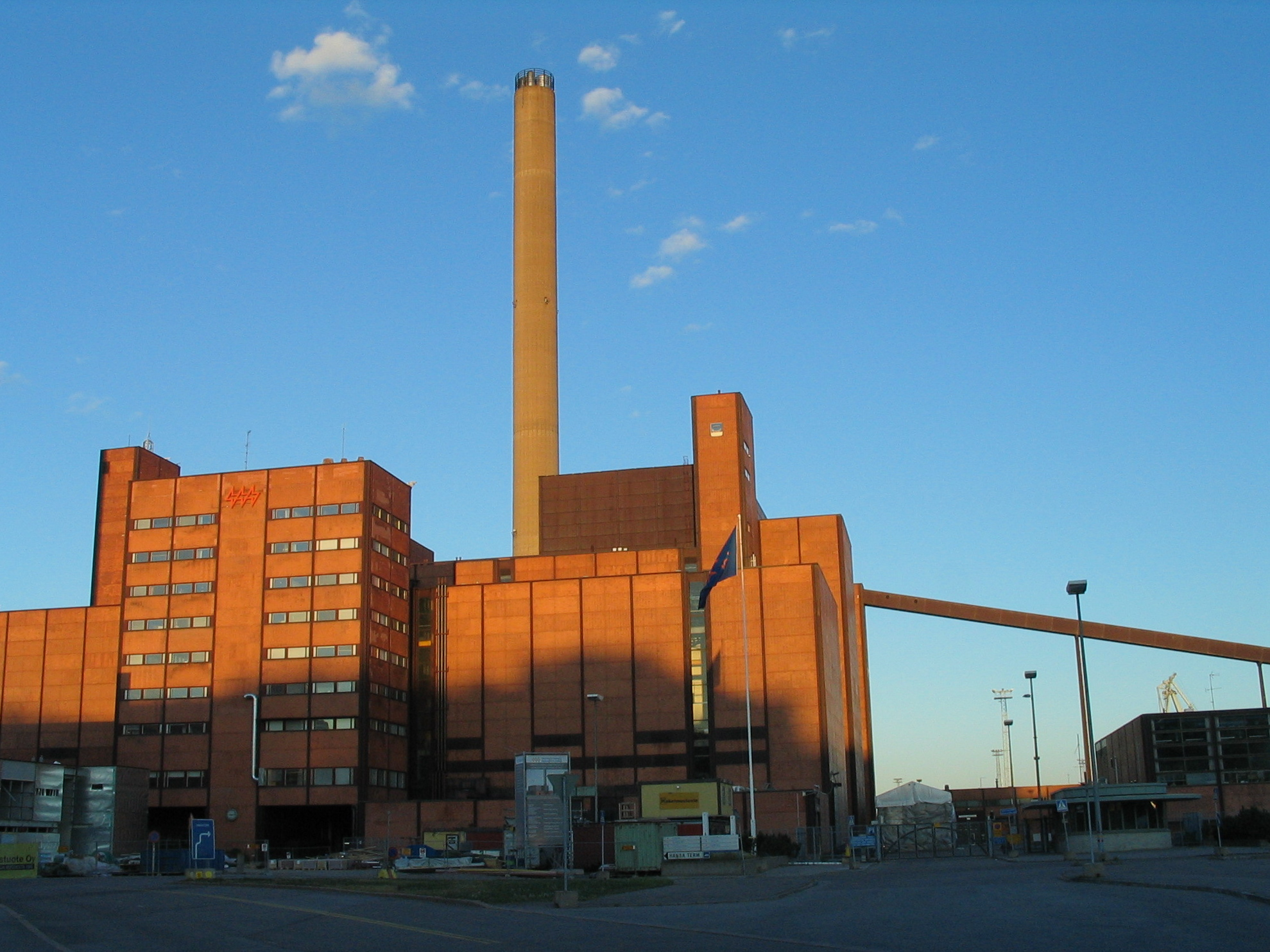
Centrale électrique B de Hanasaari.
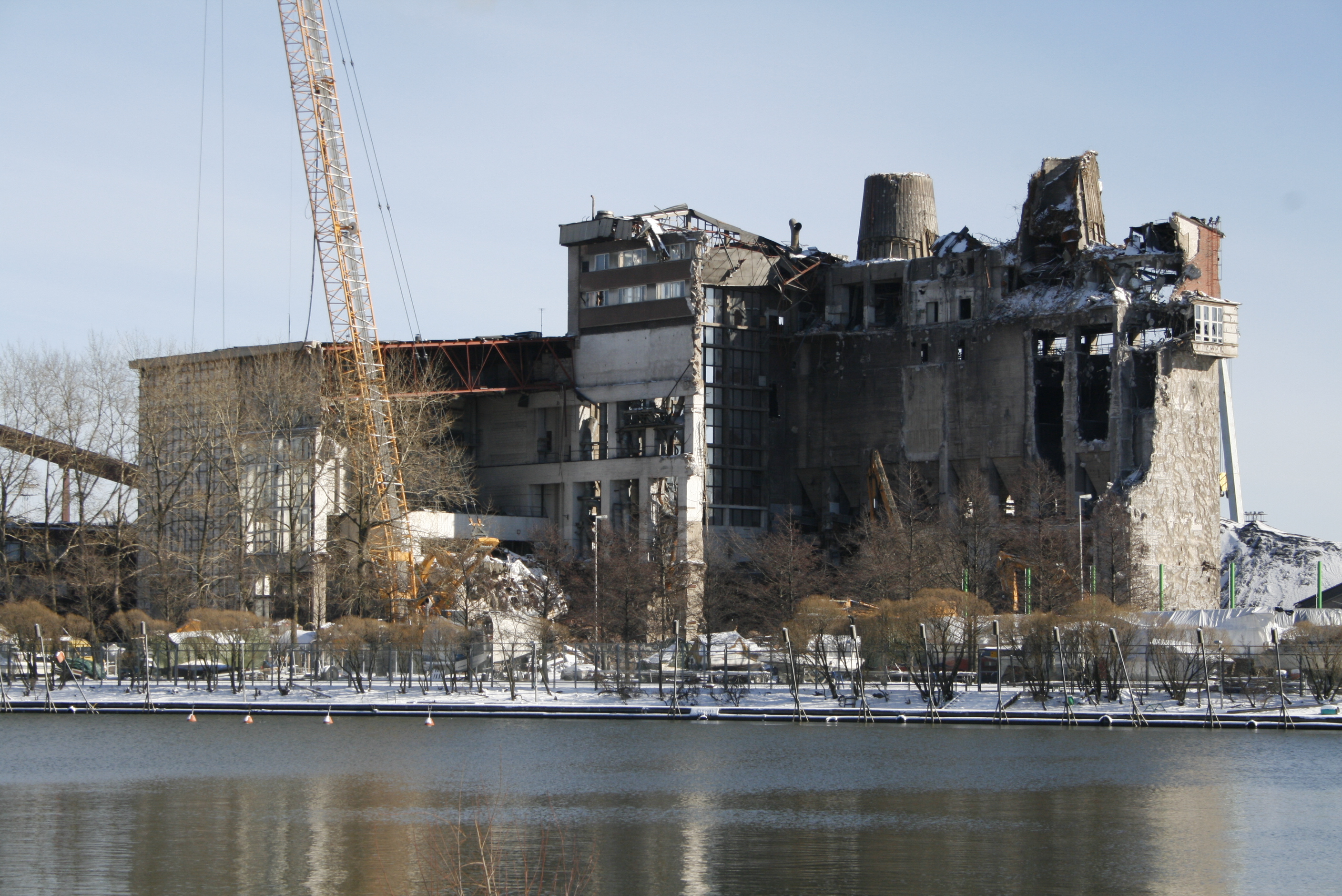
Centrale électrique A en voie de démolition (2008).
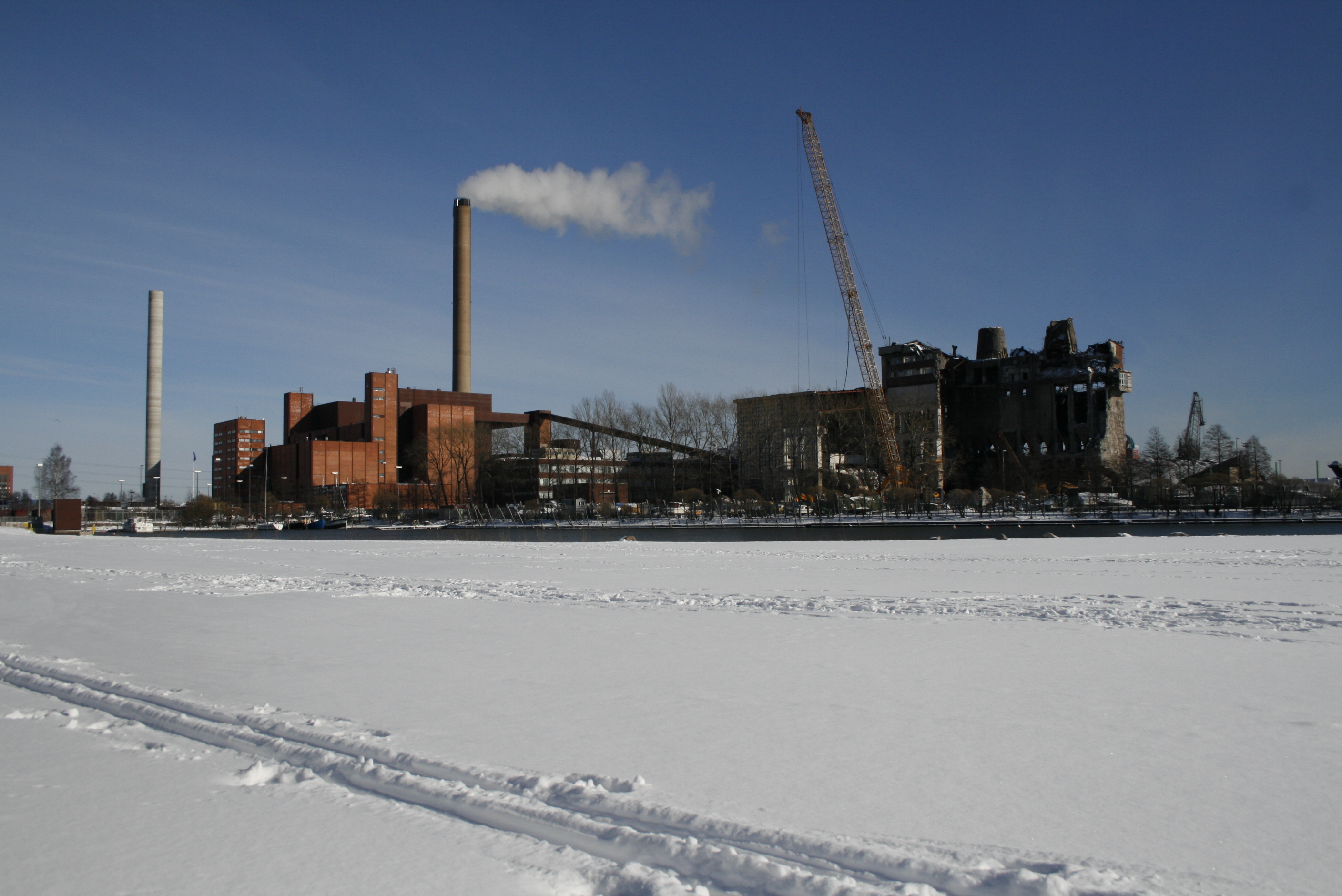
Les centrales électriques A et B.